# 셀라필드

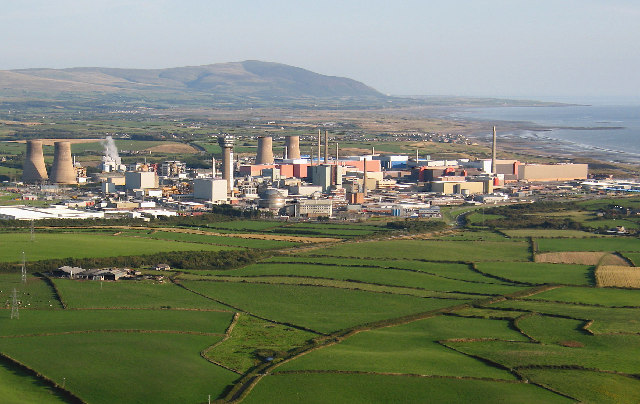
셀라필드 원자력 단지 전경

셀라필드(Sellafield)는 영국 잉글랜드에 있는 핵연료 주기를 이루는 여러 공장들과 원자력 발전소가 같이 붙어있는 원자력 단지로, 아일랜드해의 해안가에 위치한 컴브리아주의 시스케일(Seascale) 마을과 인접해 있다. 셀라필드 원자력 단지 근처에는 셀라필드 역이 있으며, 이 원자력 단지안에는 세계최초로 상업 운전을 한 원자력 발전소인 콜더 홀 원자력 발전소가 위치해 있다.

## 소유 및 공장
셀라필드는 예전엔 영국 핵연료공사의 소유였지만, 2005년 4월 1일 영국 핵시설 폐로 공사에게 소유권이 넘어가게 되었으며, 현재 Sellafield Ltd 사에서 운영하고 있다.
셀라필드 원자력 단지에는 THORP 재처리공장과 마그녹스에서 나오는 연료봉을 처리하는 재처리공장이 있다. 셀라필드 원자력 단지내에는 세계최초의 상업운전 원자력 발전소인 Calder Hall이 있었는데, 현재는 다른 낡은 핵시설을 철거하면서 폐로되었다.
영국 원자력 공사에서 셀라필드의 안전성에 관한 최근 언론 보도에서 윈드스케일을 분리시킨다는 시도로, 1981년 이 지역의 이름은 윈드스케일에서 셀라필드로 변경되게 된다.

## 역사
셀라필드 단지는 원래는 2차 세계대전때 영국의 군수품 공장이 위치해 있었으며, 그 공장의 자매공장인 ROF 드릭에서는 TNT를 생산하였다. 전쟁이 끝나고, 영국 군수성에서는 이 장소를 핵물질 생산 장소로 발탁하게 되고, 1947년 착공을 시작하게 된다. 이 장소는 Windscale로 이름을 개명하게 되는데, 이 이유는 프레스턴 근처의 스프링필드 우라늄 처리 공장과 이름이 유사하였기 때문이었다. 2개의 흑연 감속 공기 냉각식의 윈드스케일 원자로는 1940년 후반부터 1950년대까지의 영국 핵무기 계획에서 최초의 무기급 플루토늄을 공급하게 된다. 또한 윈드스케일에는 초기모형의 영국식 개량 가스냉각로가 세워지게 된다.
1954년 영국 에너지 공사가 세워지고, 윈드스케일의 소유권이 이전되었으며, 1956년 윈드스케일 원자로 근처에 4기의 마그녹스 원자로가 칼더 홀(Calder Hall)에서 운전에 들어갔으며, 이 장소는 윈드스케일 원자로와 칼더 홀이 있게 되었다. 1971년 UKAEA가 연구 부문과 생산부분인 영국 핵연료공사로 쪼개지면서 영국 핵연료 공사가 소유권을 받게 되었다. 1981년 주요 구조조정의 일환으로 이 둘을 합한 장소를 셀라필드로 개명하였다. 나머지 부분은 UKAEA가 가지게 되었고, 여전히 윈드스케일로 불리게 되었다.
셀라필드에 재처리공장이 들어선 이래로, 셀라필드에서는 사용후 연료에서 우라늄과 플루토늄, 분열 생성물을 분리해내기 시작하였다. 분리된 우라늄은 새로운 연료에 사용되거나, 재산으로 이용되었다. 플루토늄은 MOX 연료를 만드는데 쓰이거나, 고속 증식로의 연료로 사용되었다. 재처리를 하기 위해서 하루에 18,184.4 m³가, 1년엔 6,637,306m³의 물이 Wast Water 호수에서 끌여져 왔다. 셀라필드는 영국 핵연료 공사가 소유권이 있었지만, 현재는 영국 핵시설 폐로 공사의 소유로, 셀라필드 Ltd가 운영을 맡고 있다.

## 주요 공장

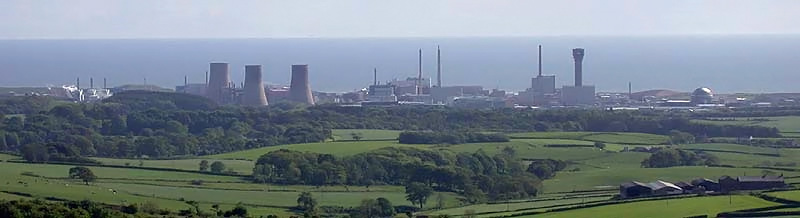
바다를 보이게 찍은 셀라필드의 전경

### 윈드스케일 원자로
영국정부가 1947년 1월 핵무기를 개발하는 결정을 수립하면서, 셀라필드는 플루토늄 생산 시설로 낙점받았으며, 1950년 6월 윈드스케일 원자로에 연료를 장전하기에 이르렀다. 1952년부터 재처리 공장이 가동되면서, 사용후 연료에서 플루토늄과 우라늄을 추출해내기 시작하였다.
초기의 미국 핸포드 시설에서는 흑연 노심을 물로 냉각하였으나, 윈드스케일 원자로는 흑연 노심을 공기를 이용하여 냉각시켰다. 각각의 원자로에는 7.3미터의 높이에, 직경 15.2미터의 흑연이 2000톤 있었다. 원자로에는 알루미늄으로 감싼 우라늄 연료봉을 장전하였는데, 약 30cm길이에 직경이 2.5cm이었다.

#### 윈드스케일 화재 사고
윈드스케일 원자로중 파일 1이 1957년 10월 10일날 노심이 불에 타면서 갑상선으로 들어가는 아이오딘-131을 비롯한 750 테라 베크렐(2만 퀴리)의 방사성 물질이 주변 환경으로 퍼져나가는 사고가 발생하였다. 잇따라 방사성 동위원소를 머금은 지역 주변에서 생산한 우유와 기타 작물들을 폐기처분 하였다. 파일 1이 화재를 입게 되자, 화재를 입지 않은 파일 2는 예방책으로 운전을 중단하게 되었다. 이때 영국정부는 몇개의 핵무기를 만들만한 플루토늄을 가지고 있었으며, 북 스코틀랜드의 Wick에 위치한 고속증식로 계획도 잘 진행되는 상황이었다.

### 제 1세대 재처리 공장
1세대 재처리 공장은 영국의 핵무기 프로그램에 의해 사용후 연료로부터 플루토늄과 우라늄을 추출하는데 사용되었으며, 이 시설로 인해서 1958년 조약된 미국-영국간 공동 방위조약을 체결하게 되게 된다. 이 시설은 1951년부터 1964년까지 운용되었는데, 300톤의 연료 혹은 750톤의 덜 연소된 연료를 처리할 수 있었다. 마그녹스 재처리 시설이 가동되면서, 1세대 재처리 공장은 마그녹스에 집어넣는 우라늄 산화물을 출하전에 재가공하는 곳으로 재활용되었으며, 1973년 문을 닫게 된다.

### 콜더 홀 원자력 발전소
콜더 홀 원자력 발전소(Calder Hall)는 세계 최초로 상업적으로 전력을 생산한 원자력 발전소이다.(최초로 전력을 생산한 원자로는 소련의 흑연감속 비등경수 압력관형 원자로인 AM-1으로, 1954년 전력을 생산하였다.) 콜더홀의 디자인은 영국 원자력 공사에서 PIPPA(Pressurised Pile Producing Power and Plutonium, 전기와 플루토늄을 생산하는 가압 원자로)란 코드명을 붙였으며, 이 코드명은 이 원자로가 상업적이면서도 군사적인 목적으로 쓰일 수 있다는 걸 의미하였다. 콜더 홀은 1953년 착공되었다. 콜더홀은 4개의 마그녹스 원자로를 가지고, 각각의 원자로는 50MWe를 생산하였다. 콜더 홀의 원자로는 영국 원자력 공사에서 제작하였으며, 터빈은 C.A. Parsons & Company에서 제작하였다. 전력선이 처음 연결된건 1956년 8월 27일이나, 엘리자베스 2세가 공식으로 전 세계에 콜더 홀을 준공한 것은 1956년 10월 17일이다. 콜더홀 원자력 발전소는 2003년 3월 31일날 문을 닫았으며, 콜더 홀 원자력 발전소의 1번 원자로는 거의 47년동안 사용되었다.
초기에, 콜더 홀 원자력 발전소는 무기급 플루토늄을 제작하는데 주 목적이 있어서 매년 2번씩의 연료교환을 하였으며, 전력 생산은 제 2의 목적이었다. 1964년 콜더 홀 원자력 발전소는 일반적인 핵연료 주기를 따르면서 전력 생산에 몰입하게 되지만, 1995년 영국 정부가 핵무기에 쓸 플루토늄을 만들지 않을 때까지 계속 콜더 홀 원자력 발전소에서 플루토늄을 뽑아왔다.
4개의 콜더 홀 원자력 발전소의 냉각탑은 2007년 11월 29일에 조절된 폭발로 제거하였다.

### 윈드스케일 개량 가스 냉각로
윈드스케일 개량 가스냉각로(WAGR)은 영국에서 개발한 마그녹스 원자로의 후속작이다. WAGR의 골프공같은 건물은 원자로 굴뚝과 더불어, 윈드스케일 지역의 상징적인 건물이 되었다.(현재 윈드스케일은 셀라필드 단지와 서로 독립된 구역이다). WAGR는 Mitchell Constructions이 맡았으며, 1962년 준공하였다. WAGR는 1981년 가동을 중단하였으며, 현재는 원자로를 안전히 폐로시키는 해체 기술에 대한 예비 프로젝트의 한부분으로 남아 있다.

### 마그녹스 재처리 공장
1964년 마그녹스 재처리 공장이 가동되어, 마그녹스 원자로에서 쏟아지는 사용후 연료를 재처리 하였다. 이 공장은 플루토늄과 우라늄을 분리하기 위해 PUREX 방식을 사용한다. 이 방식을 사용하게 되면, 우라늄과 플루토늄, 그리고 분열 생성물들이 분리되어 나오게 된다. 1971년부터 2001년까지 약 30년동안 B205는 3천 5백톤의 마그녹스 연료를 재처리 했으며, 1만 5천톤의 연료를 재생시켰다.

### 산화물 연료 재처리 공장
1977년과 78년 사이에, BNFL은 영국과 다른 나라에서 나오는 방사성 연료 재처리 공장에 대해 윤곽을 그리는 조사를 하게 된다. 이 조사 결과 3가지 답이 도출되었다.
1. 영국 원자로에서 나온 산화물 연료를 처리하는 공장을 세운다; 윈드스케일 혹은 다른 지역에다가 공장을 세울 것인가? 
2. 만약 가능하다면, 재처리 공장을 윈드스케일에다 세울것인가?
3. 2번이 가능하다면, 영국의 산화물 연료뿐만 아니라, 다른 나라의 산화물 연료도 처리할 수 있도록 공장 면적을 늘려 잡아야 될까?
이 조사로 인한 결과로 새 공장을 짓게 되었고, 산화물 연료 재처리 공장(Thermal Oxide Reprocessing Plant, THORP)가 1978년 추진되었지만, 1994년까지 가동하지 않았으며, 2005년 4월 방사능 용액이 누출된 사고가 발생하였다.

### 고준위 방사성 폐액 증발 및 저장
고준위 방사성 폐액 증발 및 저장 시설(Highly Active Liquor Evaporation and Storage, HALES)은 셀라필드 원자력 단지의 공장 중 하나이다. 이 시설에서는 마그녹스와 THORP 시설에서 밀려오는 방사성 폐기물을 가공하여, 윈드스케일의 유리화 공장으로 보내게 된다.

### 유리화 공장
1991년 고준위 방사성 폐기물을 유리로 감싸버리는 윈드스케일의 유리화 공장(Windscale Vitrification Plant, WVP)이 문을 열었다. 이 공장에서는 고준위 액체 폐기물과 유리를 용광로에서 같이 녹여인후에 그 결과물을 유리 덩어리로 굳혀버린다.
이 공장은 3개의 생산 라인이 있으며, 프랑스의 AVM 절차를 기본으로 한다. 이 중요한 유리는 전기 유도적인 방법으로 용해된다음, 휘발성 성분을 없애버린 폐기물을 유리와 혼합한다. 그런후, 폐기물 컨테이너로 옮긴다음에, 유리를 폐쇄시킨후, 바깥 부분을 제염처리 한후 공냉식 저장소로 옮기게 된다. 이 시설의 총 저장 능력은 8000 컨테이너로, 2001년 2280개의 컨테이너가 가득찼다. 유리화 방식은 영국에서 고준위 폐기물을 저장하는 중장기적인 방법으로 쓰이고 있다.

### 셀라필드 MOX 공장
1997년에 셀라필드 MOX 공장이 준공되었으나, 2001년 10월까지 운영에 대한 정당화가 이뤄지지 못하였다. 혼합 산화물 연료, 혹은 MOX 연료는 플루토늄과 천연 우라늄 혹은 감손 우라늄을 섞어 대부분의 원자로에 장전하는 농축 우라늄 연료와 유사하게 만든 것이다. MOX 연료는 경수로에 사용하는 저농축 연료의 대안이 될 수 있으며, 핵연료 시장을 주도할 수 있게 된다. 또한 MOX 연료는 넘쳐나는 무기급 플루토늄을 전력용으로 돌릴 수 있다는 장점도 있다.
이 공장은 1년에 120톤의 연료를 만들 수 있게 디자인 되었지만, 가동후 처음 5년간 5톤의 MOX 연료를 생산하였다. 2008년에는 프랑스의 COGEMA에서 주문받은 내용을 완료하였으며, 이 공장은 미디어에서 "실패"한 공장으로 발표되었는데, 이 공장의 건립비와 운영비가 12억 파운드(약 205억원)이나 되었기 때문이다.

### 향상된 악티니드 제거 공장
셀라필드의 초창기에는 방사성 물질을 응집시킨후에 저준위 방사성 폐기물을 바다에다가 버렸다. 산에 녹지 않는 금속들은 암모니아수를 첨가하여 침전시켰다. 이런 부유물은 침전탱크에서 침전시킨후에, 위에 물만 걸러내어 바다로 방류하였다. 그렇게 하다가 1994년 향상된 악티니드 제거 공장(Enhanced Actinide Removal Plant, EARP)이 문을 열었다. EARP에서는 향상된 반응제를 이용하여 물에 녹아있는 잔류 방사성 물질을 제거하였다. 2004년 EARP는 더 나아가 환경에 뿌려진 테크네튬-99의 양을 줄이고 있다.

### Fellside 발전소
Fellside 발전소는 168MWe의 가스 화력발전소로, 셀라필드 근처에 위치하고 있으며, 셀라필드에 증기와 열을 공급하고 있다. 이 발전소는 Fellside Heat and Power Ltd가 운영하는데 이 회사는 셀라필드 Ltd의 소유로 PX Ltd과 두산 밥콕이 운영하고 있다. Fellside 발전소는 1993년에 세워졌으며, 처음에는 영국 핵연료 공사와 Scottish Hydro Electric(1998년에 Scottish and Southern Energy로 사명을 변경하였다)의 소유였다. 이 발전소는 3대의 제너럴 일렉트릭 Frame 6001B 가스 터빈을 가지고 있으며, 132kV의 변압기를 통해 국가 송전망과 연결되어 있다. 영국 핵연료공사는 SSE의 주식의 50%를 2002년 1월에 사들였다.

## 지역사회에 있어서의 셀라필드
셀라필드 원자력 단지는 직접적으로 10,000명 정도의 사람을 고용하고 있으며, 서 컴브리아 지방에서 Barrow-in-Furness의 BAE System을 포함한 2개의 커다란 공장중 하나이며, 정부기관이 아닌 사업체이기도 하며, 그중 약 90%이상이 서 컴브리아 사람들이다. 셀라필드가 문을 닫게 되면, 지역 실업자가 급증하기 때문에, 핵시설 폐로공사와 영국 정부측에서는 이 문제에 대해 염려하고 있다.

## 비판
셀라필드 원자력 단지는 방사능 물질을 다루는 곳이기도 하고, 여러 가지 이유로 인해서 비판받는다. 1970년대 초반에 미국과 유럽에서 환경운동이 발생했을때, 원자력 산업에 대한 전반적인 회의적인 태도가 생겨났다. 부분적으론 원자력 산업의 초창기엔 핵무기 프로그램과 연결이 되어 있어서 도움이 안 된다는 생각도 있었다.
1950년과 2000년대 사이에 셀러필드에서는 방사성 물질이 누출되어 발생한 21개의 중요한 사건사고가 발생하였으며, 국제원자력사상평가척도(International Nuclear Event Scale, INES)에서는 셀라필드에서 일어난 사고중 하나(윈드스케일 원자로 화재사고)엔 5단계(시설 바깥으로 위험을 수반하는 사고), 5개엔 4단계(시설 바깥으로 위험을 수반하지 않는 사고) 5개, 그리고 3단계(중대 이상사고) 15개로 나누고 있다. 게다가 1950년대와 1960년대에는, 사실을 알면서도 계속 끌었다고 생각되는 플루토늄과 방사성 우라늄 산화물의 입자를 대기중으로 날려보낸 것도 있다. 또한 9개월 동안 미처 알아차리지 못한 THORP 재처리 공장의 누출 사건을 비롯한 여러 사건들로 인하여 몇년동안의 셀라필드 원자력 단지의 관리 체계 및 안전교육에 대한 의심이 높아져 갔다.
샐라필드 원자력 단지는 영국제 핵무기를 빨리 만들려던 1940년대와 50년대에 희석한 방사능 폐기물을 아일랜드해에 무단 방류 해버리고, 몇몇은 방사성 폐기물 방류로 인해서 전 세계에서 제일 오염된 바다라고 주장하기도 한다. 동북 대서양 환경보호에 대한 오슬로-파리 조약 위원회는 약 200킬로그램의 플루토늄이 아일랜드 해 밑에서 앙금으로 남았다고 보고서를 작성하였다. 이 지역 소와 물고기는 이들 플루토늄-239와 세슘-137으로 오염되어, 체르노빌 사고이후 죽음의 재 비가 내린 지역과 비슷한 오염도를 보여준다. 대부분의 반감기가 긴 방사성 테크네튬은 셀라필드 재처리 공장에서 나온걸로 추산된다.
방사성 물질중 하나인 테크네튬-99는 핵연료 재처리 과정에서도 나오지만, 의학 시설에서도 부산물로 나온다(예를 들어, 아일랜드에서는 핵시설이 하나도 존재하지 않지만, 매년 6.78 기가베크렐정도의 테크네튬을 흘려버린다).
그렇지만, 테크네튬은 대체로 핵연료를 재처리 하는데서 많이 나오며, 테크네튬-99은 동북 대서양 환경보호에 대한 오슬로-파리 조약에 주요한 요소가 되는데, 테크네튬-99는 바다에 버려지는 것들에 대한 좋은 추적자가 되기 때문이다.
테크네튬이 바다에 있는 것에 대한 특별한 방사능적인 위험은 없으며, 그리고 최근의 연구에서는 셀라필드 근방에서 해산물을 먹은 사람들은 셀라필드에서 나온 테크네슘-99와 악티늄 핵종(<100 µSv)은 Whitehaven 비료 공장에서 나오는 폴로늄 210에서 받는 양보다 적으며, 자연적으로 나타는 폴로늄 210의 수치보다 더 낮다는 연구결과가 발표되었다. 이건, 동북 대서양 환경보호에 대한 오슬로-파리 조약을 따르기 위해서 셀라필드 Ltd에선 최근에 테크네슘을 회수하여 유리화 시키는 공정을 신설하기에 이르렀다.
셀라필드는 현재 고준위 폐기물을 보관할 만한 자리가 없어서, 원치 않는 핵물질을 투기하는 장소가 되었지만, 현재도 영국은 전 세계의 핵연료를 재처리 하고 있다. 그러나, 1976년부터 영국 핵연료 공사와 해외 고객들은 발생하는 고준위 폐기물은 재처리를 한 국가로 돌려보내기로 계약을 맺고 있다. 영국은 현재 재처리를 하면서 발생하는 저준위 폐기물과 중준위 폐기물을 처리할 수 있는 능력을 갖고 있으며, 이에 상응하는 양의 고준위 폐기물을 외국으로 보내고 있다. 이런 교환 정책은 환경적으로도 애매하고, 외국에서도 고준위 폐기물은 골치덩이인지라, 선적하는데도 작은양을 실어 보낼 수 밖에 없다.

## 해체
셀라필드의 해체 도전은 초기 핵실험과 핵무기 프로그램의 잔존물과 관련이 있다. 셀라필드의 건물중에는 "서유럽에서 제일 위험한 산업시설"(B30 건물)과 두 번째로 위험한 건물은 첫 번째 마그녹스 원자로로써, 안에는 물이 고여생긴 못이 있다. B38 건물에 대한 여러 문제점은 1972년의 광산 파업으로 거슬러 올라간다: 원자로는 확장중이었고, 폐기물 처리는 지연되었으며, 연료의 클래딩과 연료는 붕괴되어 B38의 냉각재로 떨어지게 되었다. 몇몇 문제는 셀라필드가 원래 핵무기 프로그램이었을때로 거슬러 올라가는 것으로, 파일 1과 2가 너무 빠른 속도로 건설되었으며, 처리는 뒷전으로 미뤄지게 되었다. B41 건물은 파일 1과 2의 알루미늄 클래딩을 보관하는 장소로, 클래딩은 꼭대기에 달려있으며, 아르곤을 집어넣어 화재를 예방하는 역할을 하고 있다.
2009년 셀라필드의 해체 예산은 핵시설 폐로 공사의 예산의 40%인 11억 파운드를 넘어서는 것이었다. 셀라필드의 해체와 방사능 폐기물 처리는 납세자의 세금에서 수년간 1년에 15억 파운드의 비용이 들어갈 것이다.

### 내용주
1. ↑  현재 드릭은 저준위 폐기물 처분장으로 남아있으며, 방사성 폐기물의 70%은 셀라필드에서 유래한 것이다[2]

## 같이 보기
- 원자력
- 핵연료 재처리
- 핵연료 주기
- 셀라필드 역
- 윈드스케일 원자로 화재사고

## 추가 문헌
1. Sellafield, Erik Martiniussen, Bellona Foundation, December 2003, ISBN 82-92318-08-9
2. Technetium-99 Behaviour in the Terrestrial Environment - Field Observations and Radiotracer Experiments, Keiko Tagami, Journal of Nuclear and Radiochemical Sciences, Vol. 4, No.1, pp. A1-A8, 2003
3. The excess of childhood leukaemia near Sellafield: a commentary on the fourth COMARE report, L J Kinlen et al. 1997 J. Radiol. Prot. 17 63-71